# Страды (Гулбенский край)
Стра́ды (латыш. Stradi) — населённый пункт в Гулбенском крае Латвии. Входит в состав Страдской волости. Находится на автодороге P36 (Резекне — Гулбене) примерно в 3 км к югу от города Гулбене. По данным на 2015 год, в населённом пункте проживало 194 человека. Есть начальная школа.

## История
В советское время населённый пункт входил в состав Страдского сельсовета Гулбенского района. В селе располагался колхоз им. Кирова.